# 緑亀洞石寿
緑亀洞 石寿（りょくきどう せきじゅ、生没年不詳）とは、江戸時代の浮世絵師。

## 来歴
鳥山石燕の門人。緑亀洞、石寿と号す。作画期は明和から安永の頃にかけてとされる。明和7年（1770年）の俳諧歳旦集（失題）及び安永3年（1774年）刊行の『俳諧芦田鶴』に挿絵と句が見られ、「少年石寿画」とある。